# Luke Does the Midway
Pour plus de détails, voir Fiche technique et Distribution.
Luke Does the Midway est un film américain produit et réalisé par Hal Roach, sorti en 1916.
Il met en scène Harold Lloyd.

## Fiche technique
- Réalisation : Hal Roach
- Scénario :
- Producteur : Hal Roach
- Société de production : Pathé Exchange
- Durée : 1 bobine
- Date de sortie : 21 août 1916[2]

## Distribution
- Harold Lloyd : Lonesome Luke
- Snub Pollard
- Bebe Daniels
- Charles Stevenson
- Billy Fay
- Fred C. Newmeyer
- Sammy Brooks
- Harry Todd
- Bud Jamison
- Margaret Joslin
- Dee Lampton
- May Cloy
- Mrs. Halliburton